# NQ2-NQ4 GRB overdensity
NQ2-NQ4 GRB overdensity è una regione dello spazio individuata sulla base dei dati della mappatura dei lampi di raggi gamma (in inglese gamma-ray burst, abbreviato GRB) che ha evidenziato un'inusuale ed elevata concentrazione di GRB omogeneamente distanziati dalla Terra, contrariamente a quella che dovrebbe essere una distribuzione casuale. La scoperta è avvenuta ad inizio novembre 2013 da parte di un team astronomi statunitensi ed ungheresi guidati da Istvan Horvath, Jon Hakkila e Zsolt Bagoly analizzando i dati dello Swift Gamma-Ray Burst Mission, unitamente a dati raccolti dai telescopi terrestri.
NQ2-NQ4 GRB overdensity occupa, appunto, il Secondo, Terzo e Quarto Quadrante Galattico (NQ2, NQ3 e NQ4). Pertanto si colloca nell'emisfero settentrionale, con centro intorno al confine delle costellazioni del Dragone e di Ercole. Nell'insieme questo raggruppamento (in inglese clustering) consta di circa 19 GRB con un redshift compreso tra 1,6 e 2,1.
Secondo i modelli teorici una tale concentrazione di GRB dovrebbe essere estremamente improbabile, anche se sono state avanzate possibili spiegazioni sulla sua esistenza, tra cui la coincidenza con la cosiddetta Grande Muraglia di Ercole–Corona Boreale. Pertanto si tratterebbe di una struttura enorme con dimensioni medie superiori ai 2-3 miliardi di parsec (6-10 miliardi di anni luce). Una così notevole concentrazione di GRB sarebbe collegata alla presenza di una intensissima attività di formazione stellare. Quindi se una tale struttura esistesse realmente dovrebbe essere la più grande struttura dell'universo osservabile.

Interpretazione artistica di un potente lampo gamma (GRB).

## La scoperta
Come accennato, la scoperta di NQ2-NQ4 GRB overdensity è dovuta ad alcuni astronomi statunitensi e ungheresi guidati da I. Horvath, J. Hakkila e Z. Bagoly, utilizzando i dati provenienti da diversi telescopi spaziali operanti nella banda del raggi gamma e raggi X, unitamente ad alcuni dati raccolti dai telescopi terrestri. Così dalla fine del 2012 sono stati registrati 283 GRB misurando spettroscopicamente il loro redshift in base al quale sono stati suddivisi in varie fasi, prima in cinque, poi sei, sette e otto sottogruppi. Nei test eseguiti, ogni suddivisione evidenziava una debole anisotropia e concentrazione con l'eccezione della suddivisione in nove gruppi, ognuno formato da 31 GRB. In questo modo fu notata una significativa aggregazione di GRB nel quarto sottogruppo (con z=1,6 - 2,1) di cui 19 dei 31 GRB si concentravano in vicinanza del Secondo, Terzo e Quarto quadrante galattico settentrionale (NQ2, NQ3 e NQ4), abbracciando un arco di non meno di 120 gradi. Gli attuali modelli evoluzionari delle stelle vedono i GRB originati dalla collisione di stelle di neutroni o dal collasso di stelle massicce, e comunque le stelle che provocano questi fenomeni sono situate solo in regioni dove è presente una particolare abbondanza di materia. Utilizzando tre diversi metodi, tra cui il test di Kolmogorov-Smirnov, l’osservazione è risultata statisticamente significativa con p<0,05 e pertanto si concludeva che il clustering poteva essere associato ad una struttura supermassiccia precedentemente sconosciuta.

## Denominazione
Gli autori dello studio conclusero che una superstruttura potesse spiegare questa grande concentrazione di GRB, tuttavia non attribuirono all’ipotetica struttura alcuna denominazione, dal momento che gli studiosi erano concentrati maggiormente a valutarne la reale esistenza. Il termine di Grande Muraglia di Ercole-Corona Boreale fu attribuito da un anonimo giovane filippino di Marikina che ne creò la corrispondente voce su Wikipedia, a seguito della lettura di un articolo sul sito News Discovery che ne annunciava la scoperta. Questa denominazione si è diffusa rapidamente in tutto il mondo, riportata anche in vari blog scientifici e menzionata ripetutamente, benché il termine sia fuorviante dal momento che la superstruttura scoperta da Horvath occuperebbe una regione di spazio molto più vasta di quella delle costellazioni di Ercole e della Corona Boreale. Infatti il clustering coprirebbe una regione che va dalla costellazione del Boote a quella dei Gemelli. Inoltre non va trascurato che questa superstruttura ha una forma grosso modo rotondeggiante che è più simile ad superammasso, diversamente dalla forma allungata che è tipica dei filamenti o dei muri di galassie. Un'altra denominazione proposta è quella di Great Gamma-Ray Burst Wall (Great GRB Wall).

## Caratteristiche
Nello studio si afferma che 14 dei 31 GRB sono concentrati nell'arco di 45 gradi della volta celeste, che equivale ad una estensione di circa 10 miliardi di anni luce (3 miliardi di parsec) nella sua dimensione maggiore, cioè approssimativamente 1/9 (10,7%) del diametro dell’universo osservabile. Tuttavia la struttura conterrebbe in realtà da 19 a 22 GRB e quindi abbraccerebbe una lunghezza tre volte maggiore dei restanti GRB. Inoltre, il clustering attraversa 20 costellazioni e copre 125 gradi della volta celeste (o un’area totale di circa 15.000 gradi quadrati), che equivalgono ad una lunghezza di 18-23 miliardi di anni luce (5,5-7 miliardi di parsec) ed un redshift di 1,6-2,1.

## Possibili spiegazioni
L’attuale più plausibile spiegazione dell’esistenza del raggruppamento è che si tratti di un superammasso entro una regione con un elevato tasso di formazione stellare. Dal momento che i GRB sono correlati a stelle massicce, tali stelle si formano solo nelle regioni ove è presente particolare abbondanza di materia. Recenti studi di Hayes (2010) suggeriscono come i GRB, rilevati a questo intervallo di redshift, 
rappresentino i migliori indicatori della presenza di materia.
Sebbene grandi superammassi sono noti nell'universo osservabile come il Laniakea di 520 milioni di anni luce, NQ2-NQ4 GRB overdensity dovrebbe essere un superammasso eccezionalmente immenso, forse da 30 a 50 volte più grande e 200 volte il volume di un tipico superammasso. Dovrebbe essere distante 10 miliardi di anni luce, con un diametro di 10-18 miliardi di anni luce di diametro e, forse, la sua formazione sarebbe piuttosto improbabile. La cosiddetta Grande Muraglia di Ercole-Corona Boreale era stata proposta come possibile struttura che coincidesse con il raggruppamento, sebbene tale denominazione sia da considerarsi fuorviante. (vedi la sezione “Denominazione”)
Un'altra possibile interpretazione del riscontro del raggruppamento è data dal fatto che Swift ha focalizzato le osservazioni di questa regione molto più frequentemente di altre, finendo per creare quasi l'impressione dell'esistenza di un raggruppamento. In effetti un campionamento anisotropico può prodursi allorché un telescopio spaziale punti in una direzione del cielo più spesso di altre, o quando il campo di osservazione risulta in qualche modo bloccato (ad esempio l'occultazione da parte della Terra, evitamento del Sole per proteggere la strumentazione o la loro disabilitazione al disopra dell'Anomalia del Sud Atlantico). Ogni strumentazione poi campiona i GRB differentemente e ciò rende difficile valutare campionamenti dei GRB così disomogenei come è avvenuto con vari strumenti disponibili a partire da fine anni 90 dello scorso secolo.  Alcuni studi hanno evidenziato come le eclittiche polari siano scansionate 1,83 volte più frequentemente dell'eclittica equatoriale. Horvath ha replicato nel suo articolo che il numero di GRB attesi in ciascun gruppo era diverso rispetto a quelli poi effettivamente rilevati e che al test del χ2 risultava una probabilità di p=0,025 che si trattasse di un dato fortuito. Questa probabilità indica una maggiore individuazione di GRB con un campionamento ottimale dell'emisfero boreale rispetto a quello australe dove sono possibili le interferenze. Il 2,5% di probabilità si riferisce al fatto che le interferenze e limitazioni non possono spiegare l'anisotropia del gruppo 4. Inoltre la regione dell'eclittica del polo sud non ha evidenziato GRB con redshift di 1,6-2,1 e ciò fa supporre che il raggruppamento osservato all'emisfero settentrionale sia realmente esistente.